# Henry Arundell
Henry Arundell (* 8. November 2002 in Dekelia, Zypern) ist ein englischer Rugby-Union-Spieler. Er spielt auf den Positionen des Schlussmannes und des Außendreiviertels für den französischen Verein Racing 92 und die englische Nationalmannschaft.

## Biografie

### Vereinskarriere
Arundell wurde auf der Basis der Royal Air Force in Dekelia geboren, wo sein Vater als Offizier tätig war. Die beiden ersten Lebensjahre verbracht er in Zypern, anschließend kehrte er mit der Familie nach Großbritannien zurück. Er besuchte die Grundschule in Holt (Wiltshire), später ging er im nahe gelegenen Bath zur Schule. Als Siebenjähriger begann er beim Verein Trowbridge RFC mit dem Rugbyspielen. Nachdem sein Vater in den Lehrkörper der Harrow School eingetreten war, meldete sich Arundell dort an und kam so in den Einzugsbereich der Juniorenakademie von London Irish, der er im Alter von 14 Jahren beitrat; ebenso spielte er für den Bradford-on-Avon RFC. Er wollte später Geschichte studieren und erhielt 2021 ein Stipendium der Yale University, entschied sich dann aber, Rugbyprofi zu werden.
In der Saison 2021/22 gab Arundell sein Profidebüt für London Irish und sorgte bereits im ersten Jahr mit einer Reihe herausragender Leistungen für Aufsehen. Dazu gehörten zwei Versuche im Halbfinale des Premiership Rugby Cup gegen die Leicester Tigers sowie ein Versuch im Viertelfinale des EPCR Challenge Cup gegen den RC Toulon, der am Ende eines Sprints von der eigenen Mallinie über die ganze Länge des Spielfelds stand. Aufgrund seiner Leistungen wurde er zum besten jungen Spieler der Saison in der englischen Liga gewählt. Im Juni 2022 unterschrieb Arundell einen neuen langfristigen Vertrag bei London Irish, doch am Ende der Saison 2022/23 wurde sein Verein wegen Insolvenz von allen Wettbewerben suspendiert. Er ging daraufhin nach Frankreich, wo er einen Vertrag bei Racing 92 erhielt.

### Nationalmannschaft
Arundell wäre über seine Eltern und Großeltern für die Nationalmannschaften von Schottland und Wales spielberechtigt gewesen, entschied sich aber für England. Zu Beginn des Jahres 2022 spielte er zunächst drei Partien für die U20-Auswahl, woraufhin Nationaltrainer Eddie Jones ihn für die Mid-year Internationals 2022 nominierte. Sein erstes Test Match bestritt er am 2. Juli 2022 in Perth als Einwechselspieler gegen Australien; er erzielte sogleich einen Versuch, der aber die 28:30-Niederlage nicht verhindern konnte. Bei der Verleihung der World Rugby Awards im November desselben Jahres gehörte er zu den Nominierten in der Kategorie „Entdeckung des Jahres“; der Preis ging schließlich an den Italiener Ange Capuozzo. Beim Six Nations 2023 nahm er an vier von fünf Spielen teil. Ein halbes Jahr später, während der Weltmeisterschaft 2023, erzielte er fünf Versuche gegen Chile; dadurch egalisierte er den englischen Rekord für die meisten von einem Spieler in einem Test Match erzielten Versuche (gemeinsam mit Douglas Lambert, Josh Lewsey und Rory Underwood). Mit England schaffte er schließlich den dritten Platz.

## Erfolge
England:
- 3. Platz Weltmeisterschaft 2023

London Irish:
- Finalist Premiership Rugby Cup: 2021, 2022